# ロシア新聞

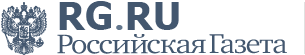
ロゴマーク

ロシア新聞またはロシースカヤ・ガゼータ（ロシア語: Российская газета、英語: Rossiyskaya gazeta）は、ロシア連邦政府の発行する新聞（官報）である。政府の法令を公式に発表する媒体であり、国庫から予算を支出されている。このほか、日刊紙の商業広告と新聞販売を収入源としている。1990年11月11日創刊、本社モスクワ。
2007年より各国語版を発行する事業が開始され、現在14か国で配布されている。
2011年6月21日から日本語版「ロシアナウ」の発行を始めた。毎月第3火曜日に、東京の読売新聞購読者向けに100万部が発行され折り込まれる。